# When I Kissed the Teacher
«When I Kissed The Teacher» (первоначально: «Rio de Janiero») — песня шведской поп-группы ABBA, открывающая альбом Arrival.
Песня выделяется в ряду работ группы как историей создания и текстом, так и особенностями релиза.

## История

### Текст
В песне повествуется о девушке-школьнице, которая, будучи влюблённой в своего учителя, однажды не может сдержаться и целует его. Текст наложен на энергичную музыку с доминированием струнных инструментов, что нечасто встречается в песнях ABBA. Биограф группы Карл Магнус Пальм считает песню «наиболее очевидным кивком в сторону американского девичьего тин-попа начала 1960-х».
Бенни Андерссон назвал эту композицию одной из любимых работ группы ABBA.

### Клип
Музыкальное видео было снято в школе Хедвиг Элеонора, Стокгольм, Швеция. Необычном для ABBA является тот факт, что в клипе подробно обыгрывается сюжет песни: Агнета играет роль школьницы, остальные члены группы — других учеников; роль учителя играет шведский актёр Магнус Херенстам. Интересно, что ключевая сцена клипа — с поцелуем, в которой учитель выглядит весьма тронутым, — на момент релиза была воспринята вполне спокойно.
В клипе была использована более ранняя версия песни, чем та, вышла на альбоме; она отличается чуть меньшей длительностью и различиями в фонограмме. Именно эта версия была показана по телевидению в передаче «ABBA-dabba-dooo!!», вышедшей в эфир в октябре 1976-го.

## Релиз
Судя по тому обстоятельству, что на песню был снят клип, она предполагалась к выпуску в качестве сингла. Однако вследствие наличия на альбоме ряда других сильных треков, включая наиболее успешный хит группы, «Dancing Queen», этим планам не суждено было сбыться, и релиз последовал лишь на альбоме Arrival 11 октября 1976 года. Кстати, аналогичная ситуация сложится в следующем году с песней «One Man, One Woman».
Песня впоследствии была включена на сборник More ABBA Gold: More ABBA Hits (1993), а видеоклип опубликован на DVD в составе ABBA: The Definitive Collection.

## Кавер-версии
- Исполнитель из Цинциннати Fungobat (Майк Хаген) записал свою версию песни, включённую на компиляцию Greatest Hits Vol. 1, которая вышла на независимом лейбле Old 3C Records.
- На новозеландском трибьют-альбоме 1995 года Abbasalutely присутствует кавер группы The Magick Heads.
- Коллектив Studio 99 выпустил кавер на альбоме 2006 года «Studio 99 Perform A Tribute To ABBA, Vol. 2».
- Российская группа хеви-метала Boney Nem также записала свою версию песни.